# Pancho Sazo
Francisco Antonio Sazo Barison (Quilpué, 22 de marzo de 1953), más conocido en el medio musical como Pancho Sazo, es un músico y profesor de filosofía chileno. Cantante, instrumentista y letrista, es miembro fundador del grupo Congreso, con el cual lleva más de 55 años de trayectoria.

## Biografía
Estudió en Colegio de los Sagrados Corazones de Valparaíso-Viña del Mar. Los inicios de Francisco Sazo en la música se remontan a mediados de los años 1960 cuando siendo un escolar en Quilpué formó junto a sus compañeros de curso el grupo llamado Los Sicodélicos, grupo influenciado por la invasión británica de The Beatles y los Rolling Stones que pretendía realizar una sonoridad beat y psicodélica en el escenario local y que a su vez fuese más vanguardista al incluir elementos latinoamericanos. El grupo estuvo activo sólo desde 1966 a 1968 y logró editar un LP llamado Sicodelirium. El disco se transformaría en uno de los referentes de la fusión entre rock y el folclor, aunque de manera superficial, y marcaría un claro antecedente de lo que sería más adelante Congreso. Francisco Sazo cantaba en inglés, pero también tocaba algunos instrumentos andinos como la quena.
En 1969 conoce en Quilpué a los hermanos González; Patricio, Fernando y Sergio, quienes junto a Fernando Hurtado tenían una banda llamada Los Masters que se dedicaba a hacer covers instrumentales de canciones en inglés. Sergio invitaría a Francisco Sazo a unirse al grupo, y de esa manera nacería la primera formación oficial del grupo, que luego de la incorporación de Sazo, se llamaría Congreso.
De esta manera Sazo se transformaría en la voz líder del grupo así como también en el encargado de las letras. El Congreso sería el primer álbum que grabaría el grupo. Sazo sería el encargado de las letras que estarían marcadas por el corte pacifista propias de la subcultura hippie que marcaba al grupo en sus comienzos. Con Sazo como letrista y cantante, y Tilo como compositor y baterista, se formaría una de las duplas creativas más importantes de la historia de la música chilena. 
Debido al golpe de Estado, el próximo disco tendría que pasar por rigurosos filtros de censura, lo que Sazo evadiría gracias a recurrir a metáforas y figuras retóricas incomprensibles para los militares. Finalmente Terra Incógnita saldría al público en 1975 en plena dictadura militar de Augusto Pinochet.
Congreso continuaría desarrollando su rock folclórico con letras y arreglos musicales cada vez más complejas con los discos Congreso y Misa de Los Andes. En ambos Sazo continuaría como letrista y cantante además del apoyo instrumental con tarkas y flautas dulces
Entre 1979 y 1983 viajaría a Bélgica para hacer un postgrado en filosofía, lo que junto a la partida de Fernando Hurtado y Renato Vivaldi provocarían el primer receso de la banda. Sin embargo en 1981 la banda se reorganizaría con el ingreso de Joe Vasconcellos como cantante. Así el grupo tendría un giro estilístilo más cercano al rock progresivo.
En 1986 Sazo regresaría a la banda y nuevamente tomarían un camino más popular, aunque siempre refinado, con el disco Estoy que me muero y luego en 1989 con Para los arqueólogos del futuro, lo que los consolidaría como uno de los grupos musicales más importantes a nivel latinoamericano.
Con el retorno a la democracia, Congreso pasaría a ser uno de los grupos emblemáticos de la vida cultural del país, lo que quedaría plasmado con el disco Aire Puro de 1990. Así Sazo lograría ser la voz de cierta parte de la sociedad que gustaba del arte musical que durante tantos años estuvo cercenado de la cultura general y ahora podía expresarse con mayor libertad y difusión. 
En 1992 Congreso se evocaría en la creación de dos discos conceptuales muy aclamados por la crítica; Los Fuegos del Hielo y Pichanga: Antipoemas de Nicanor Parra. El primero haría referencia a las etnias del extremo sur de Chile, y la incomprensión de la sociedad respecto de su cultura. El segundo continuaría esta línea pero se enfocaría principalmente en los derechos del niño, con la ilustre participación de Nicanor Parra, y el auspicio de UNICEF.
Entre 1995 y 2010, el grupo liderado por Tilo tendría un ritmo de trabajo más lento en cuanto a los trabajos de estudio, de igual forma Pancho continuaría aportando al legado del grupo con excelentes letras y apasionadas interpretaciones en los discos Por amor al viento (1995), La loca sin zapatos (2001) y Con los ojos en la calle (2010). En estos discos Congreso se consolida con un sonido de fusión latinoamericana que incorpora e integra tanto elementos indígenas, afroamericanos, y del folclor latinoamericano, como también eléctricas del rock chileno y el pop, siempre con refinadas pinceladas instrumentales de jazz y música contemporánea.
Actualmente Sazo lleva más de 50 años de carrera musical, siendo uno de los referentes de la música popular chilena, y especialmente de la música chilena de calidad, que no ha transado por gustos comerciales masivos, ni por los obstáculos políticos ni limitaciones creativas durante el período de la dictadura.

## Discografía

### Discografía con Los Sicodélicos
- 1968 - Sicodelirium

### Discografía con Congreso

#### Álbumes de estudio
- 1971 - El Congreso (EMI-ODEON)
- 1975 - Terra Incógnita (EMI-ODEON)
- 1977 - Congreso (EMI-ODEON)
- 1978 - Misa de Los Andes (EMI ODEÓN)
- 1986 - Estoy que me muero... (ALERCE)
- 1989 - Para los arqueólogos del futuro (ALERCE)
- 1990 - Aire Puro (ALERCE)
- 1992 - Los Fuegos del Hielo (ALERCE)
- 1992 - Pichanga (ALERCE)
- 1995 - Por amor al viento (EMI) (Reeditado en 1997)
- 2001 - La loca sin zapatos (MACONDO - SONY MUSIC)
- 2010 - Con los ojos en la calle (MACHI)
- 2014 - Sinfónico
- 2017 - La canción que te debía
- 2022 - Luz de flash

#### Sencillos
- 1970 - Maestranzas de Noche (EMI ODEON) (Sencillo)
- 1971 - Vamos Andando mi Amigo (EMI ODEON) (Sencillo)
- 1972 - Entre la gente sencilla (EMI ODEÓN) (Sencillo)
- 1972 - ¿Cómo Vas? (EMI-ODEON) (Sencillo)

#### Álbumes recopilatorios y en vivo
- 1987 - Gira al Sur (ALERCE)
- 1991 - Congreso 71-82 (EMI)
- 1994 - 25 Años de Música (EMI)
- 1997 - Mediodía (IRIS MUSIC)
- 2004 - Congreso de Exportación: la historia de un viaje (MACHI)
- 2012 - Congreso a la carta (MACHI)